# Bangladesh aux Deaflympics
Le Bangladesh participe trois fois aux Deaflympics d'été depuis 1981. Le pays n'a jamais participé aux Jeux d'hiver.

## Bilan général
L'équipe de Bangladesh n'obtient aucun médaille des Deaflympics.
| Année | Médaille d'or, Jeux olympiques | Médaille d'argent, Jeux olympiques | Médaille de bronze, Jeux olympiques | Total             | Rang              |
| 1981  | 0                              | 0                                  | 0                                   | 0                 | NC                |
| 1985  | N'a pas participé              | N'a pas participé                  | N'a pas participé                   | N'a pas participé | N'a pas participé |
| 1989  | 0                              | 0                                  | 0                                   | 0                 | NC                |
| 1993  | N'a pas participé              | N'a pas participé                  | N'a pas participé                   | N'a pas participé | N'a pas participé |
| 1997  | 0                              | 0                                  | 0                                   | 0                 | NC                |
| 2001  | N'a pas participé              | N'a pas participé                  | N'a pas participé                   | N'a pas participé | N'a pas participé |
| 2005  | N'a pas participé              | N'a pas participé                  | N'a pas participé                   | N'a pas participé | N'a pas participé |
| 2009  | N'a pas participé              | N'a pas participé                  | N'a pas participé                   | N'a pas participé | N'a pas participé |
| 2013  | N'a pas participé              | N'a pas participé                  | N'a pas participé                   | N'a pas participé | N'a pas participé |
| Total | 0                              | 0                                  | 0                                   | 0                 |                   |